# Arkansas Supreme Court

Wappen des Arkansas Supreme Courts

Der Arkansas Supreme Court ist der Oberste Gerichtshof des US-Bundesstaates Arkansas. 

## Zusammensetzung
1836 wurde Arkansas als 25. Bundesstaat in die Union der Vereinigten Staaten aufgenommen. Seine erste Verfassung schuf ein Oberstes Gericht, das sich aus drei Richtern zusammensetzte, darunter ein designierter Oberster Richter. Gleichzeitig wurde die Generalversammlung von Arkansas angewiesen, diese Richter zu wählen. Daniel Ringo, Townsend Dickinson und Thomas J. Lacy wurden als erste Richter am Obersten Gerichtshof ausgewählt. Ringo wurde der erste Oberste Richter.
Die derzeitige Verfassung des Staates, die 1874 ratifiziert wurde, sah ebenfalls zunächst drei Richter am Obersten Gerichtshof vor, ermächtigte aber auch die Generalversammlung von Arkansas, die Zahl der Richter auf fünf zu erhöhen, falls dies für erforderlich erachtet werden sollte, sobald die Bevölkerung des Staates Arkansas eine Million betragen sollte. 1889 erhöhte sich die Anzahl der Richter am Obersten Gerichtshof auf fünf. 1924 wurde die Verfassung dahingehend geändert, dass die Generalversammlung die Zahl der Richter auf sieben erhöhen konnte, falls dies erforderlich werden sollte. 1925 erhöhte sich die Zahl auf die noch immer aktuelle Anzahl von sieben Richter, deren Amtszeit am 1. Januar 1927 begann.

### Richter
Aktueller Chief Justice ist John Dan Kemp. Dieser wurde in der dafür vorgesehenen Wahl 2016 gewählt.